# Villa Negrotto-Cambiaso
La Villa Negrotto-Cambiaso (dite aussi Sauli Pallavicino, du nom de la propriétaire qui a fait transformer la villa à la fin du XIXe siècle) est une grande demeure en forme de château située à Arenzano en Ligurie. Datant de la fin du XIXe siècle, elle s'élève au milieu d'un parc aujourd'hui communal et son nom rappelle la marquise Mathilda Negrotto-Cambiaso, détentrice au XXe siècle. Ce palais abrite aujourd’hui la Municipalité d’Arenzano.

## Histoire
Sur le site de l’actuel château se trouvait au Moyen Âge une tour carrée haute de près de 21 mètres. En 1558, le marquis Tobia Pallavicino acquiert une vaste propriété sur le territoire d’Arenzano et y fait construire une villa au côté de la tour médiévale.
Cette demeure d’été, comme en disposaient souvent les riches familles génoises, servait aussi d’exploitation agricole et était entourée non pas d’un parc, mais de champs productifs. Seule une petite parcelle à l’ouest était utilisée véritablement comme jardin.
Cette situation perdure jusque dans les années 1880, époque où la marquise Luisa Sauli Pallavicino restructure le domaine en remplaçant les terrains agricoles voisins par un parc élégant. La planification est confiée à l’architecte Luigi Rovelli, qui s’était déjà occupé de projets similaires pour le comte Eugenio Figoli Des Geneys à Arenzano, ou encore pour la villa Brignole Sale Duchessa di Galliera à Voltri.

## La demeure et la serre

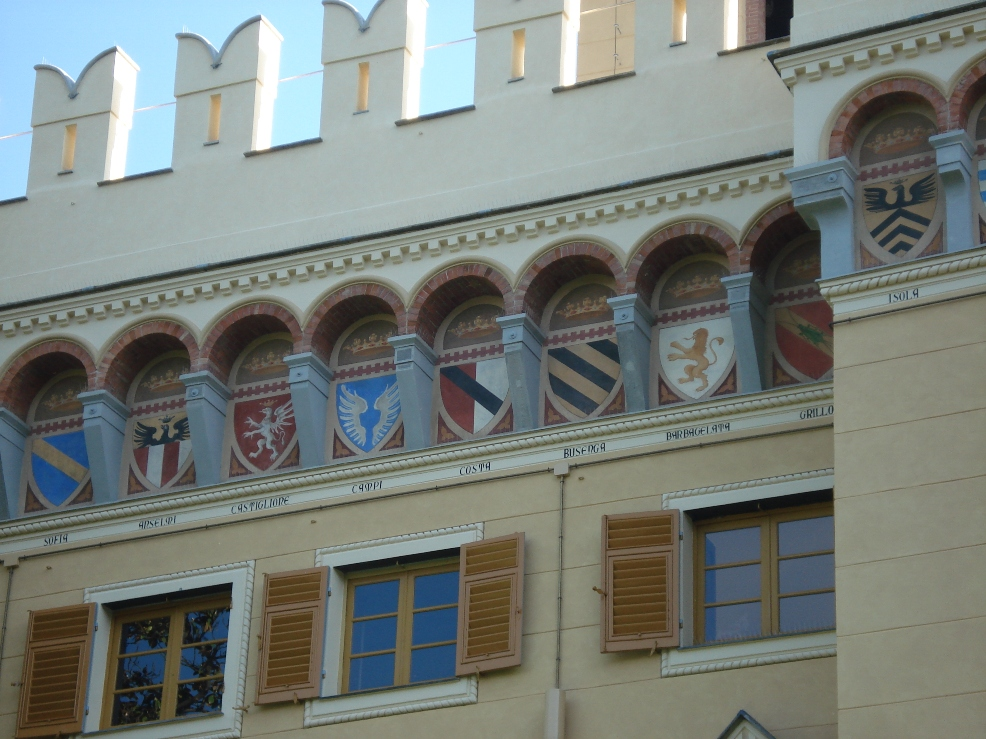
Les armoiries peintes sous les mâchicoulis

Luigi Rovelli modifie donc à la fin du XIXe siècle la maison du XVe siècle en la transformant en un château crénelé flanqué d’une tour conformément à la mode de cette époque qui appréciait les thèmes médiévaux. La tour est alors augmentée à 25 mètres et le couronnement l’ensemble doté de merlons bifides dans la tradition gibeline. Sous les petits arcs qui figurent sous le couronnement, figurent 144 armoiries peintes qui rappellent l’histoire des Pallavicini et des grandes familles génoises auxquelles ils sont liés. On y voit les blasons des Fieschi, Spinola, Grimalidi, Grillon, Durazzo, Sauli… Une autre série de 19 armoiries ornent les arcs des baies du premier étage et illustrent les lieux qui ont joué un rôle important dans l’histoire des Pallavicini, comme Jérusalem, Chypre, la Sardaigne, la Corse.
L’édifice, aujourd’hui siège de la commune d’Arenzano a été restauré au début du XXIe siècle, en rendant notamment aux armoiries leur fraîcheur d’origine.

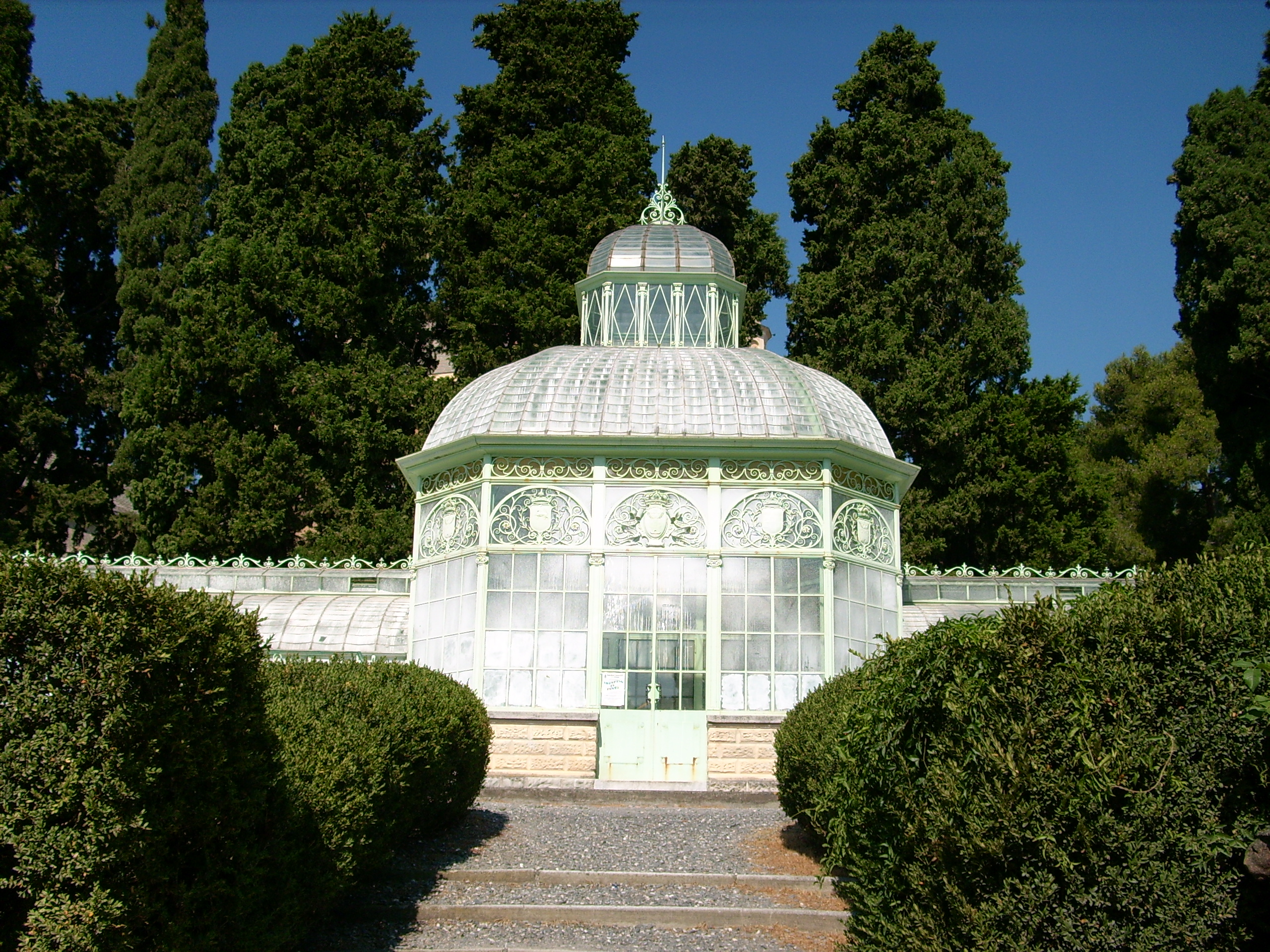
La serre de 1931

Au voisinage de la ville, sur le flanc ouest du parc, l’on a créé un « bourg médiéval » en restructurant et en dotant d’ornements médiévaux des constructions préexistantes. Le bourg est aujourd’hui encore relié à la villa par un sentier, à la manière d’un chemin de ronde longeant les murs munis de guérites ,.
Un nouvel édifice a été ajouté en 1931 par la marquise Matilda Negrotto-Cambiaso, devenue la nouvelle propriétaire du domaine, qui a chargé l’architecte Lamberto Cusani de réaliser une serre dans le secteur nord du parc. Cusani dessin une grande serre dans le goût Art Nouveau, en prenant comme modèles les serres en verre et ferronnerie que l’on trouve en France et en Angleterre. Elle est caractérisée par un pavillon central plus élevé, flanqué de deux ailes symétriques décorées d’éléments géométriques et de cornes d’abondance.

## Le parc

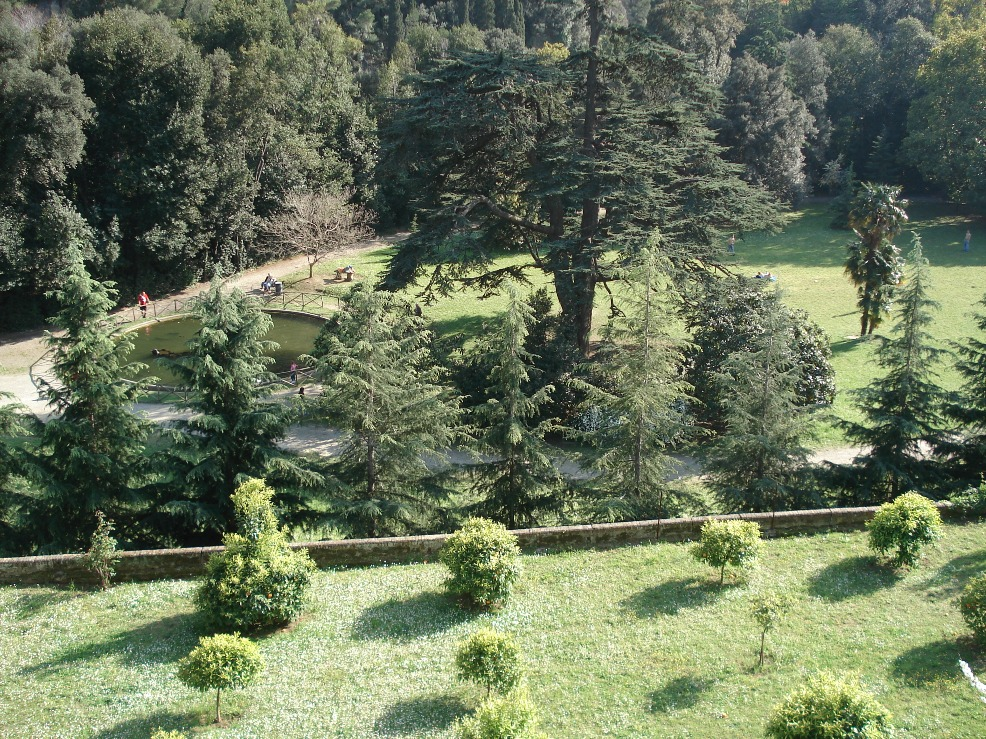
Les agrumes et le grand cèdre du Liban dans la zone sud

Tout autour de la villa, qui est l’élément central de la composition, a été réalisé un parc en utilisant en partie de conformation naturelle du terrain et en partie en réaménageant celui-ci grâce à d’importants terrassements. Un rôle important a été donné à l’eau, par la réalisation d’une série de bassins liés entre eux par des ruisseaux. Ce parcours hydrique se termine par une cascade qui se jetait dans un petit lac creusé dans la partie la plus basse du parc, au sud-est, sur le bord duquel se trouvait un petit édifice appelé « chalet suisse » en raison de ses formes rappelant les constructions alpestres. Cet élément n’existe plus.
L’ensemble du parc a été planté d’arbres d’essences exotiques.
Aujourd’hui, l’on peut accéder au parc par trois entrées : à l’ouest, de la Piazza Rodocanachi, à travers le bourg médiéval en suivant le sentier sur les murailles, d’où l'on a la meilleure vue sur la zone méridionale. Les deux autres accès se trouvent sur la Piazza Allende à l’est, et au nord sur la Via Sauli Pallavicino par deux allées qui conduisent à la villa principale.
Dans le parc, on peut voir quelques raretés botaniques, comme le Cupressus lusitanica, la Thuja plicata, l'Erythrina crista-galli, un Pittosporum tenuifolium ou le Cephalotaxus harringtonia. D’autres arbres sont plus communs, mais frappent par leurs grandes dimensions. Parmi ceux-ci, l’on observe des magnolias, camphres, platanes, des espèces variées de palmes et un monumental cèdre du Liban situé près de la vasque circulaire dans la zone méridionale du parc.
Un secteur plat au sud-est offre une zone aménagée pour les jeux d’enfants.

## Les animaux

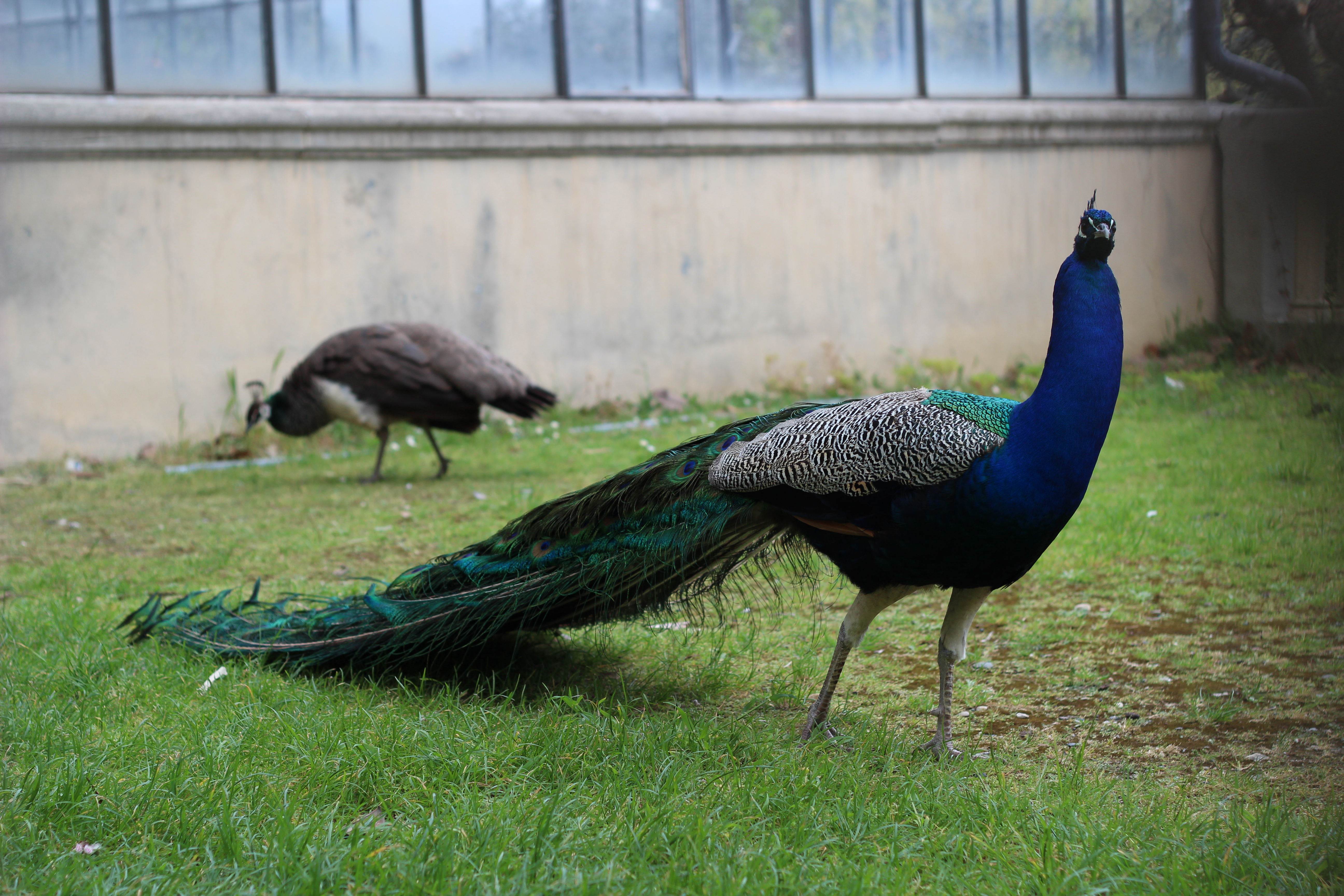
Une colonie de paons fréquente le parc

Arenzano fait partie du Parc naturel de Beigua, et le site sert de lieu de passage à divers oiseaux. Outre l’avifaune rencontrée habituellement en Ligurie (passeraux, merles, colombes, goélands) l’on peut oberser diverses espèces d’oies et de canards, comme le  canard col vert, le canard musqué... Dans la zone ouest, en limite de propriété, vit en outre une colonie de paons. Enfin, devant la villa, un bassin abrite diverses espèces de tortues.

## Galerie

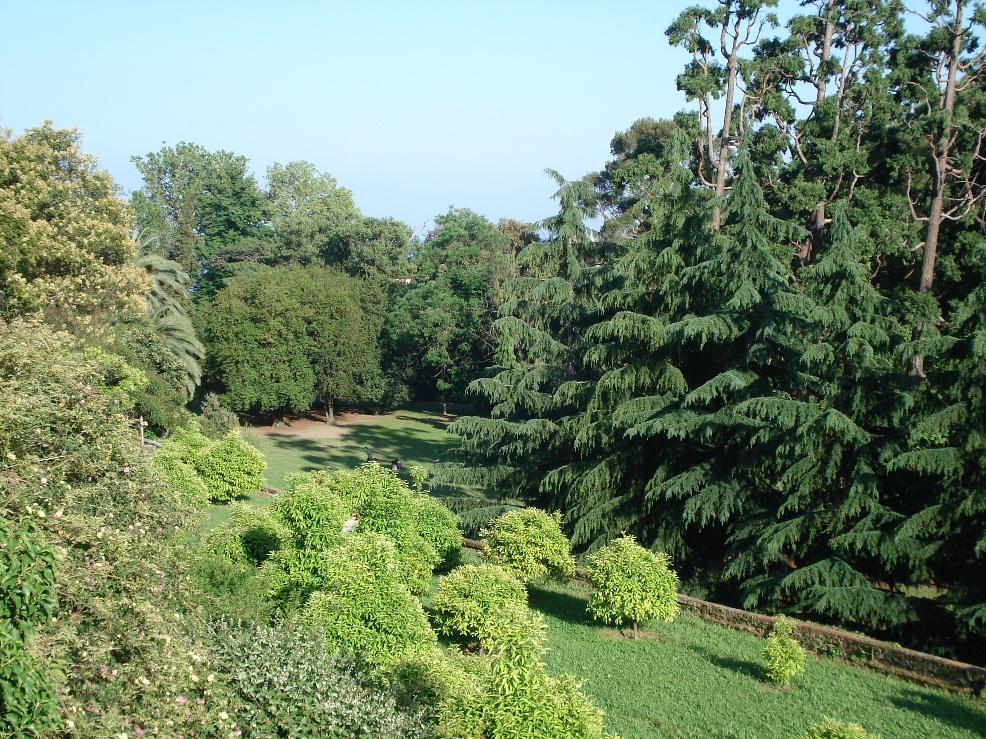
Vue de la zone méridionale du parc.
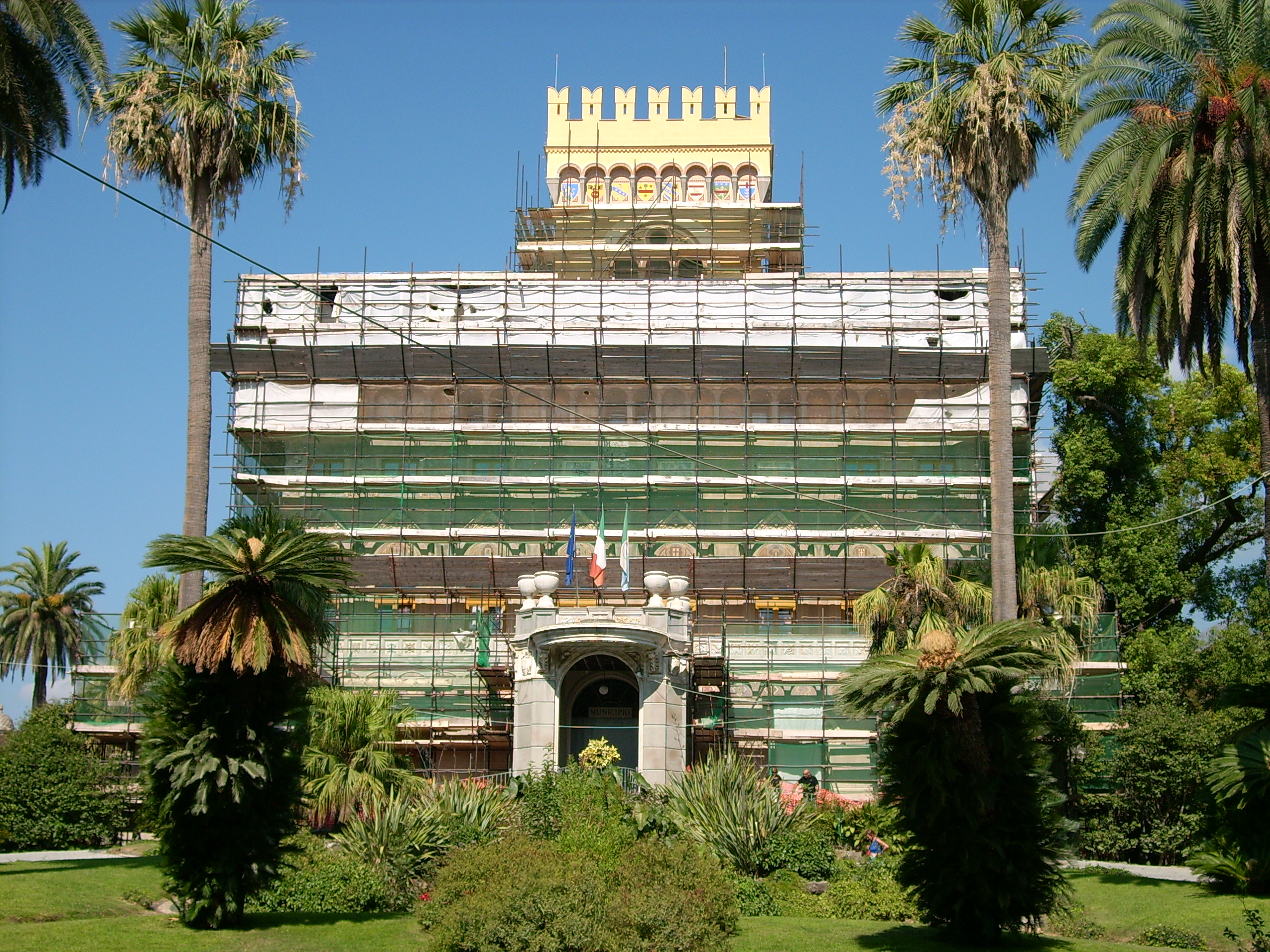
La villa durant les restaurations de 2007.
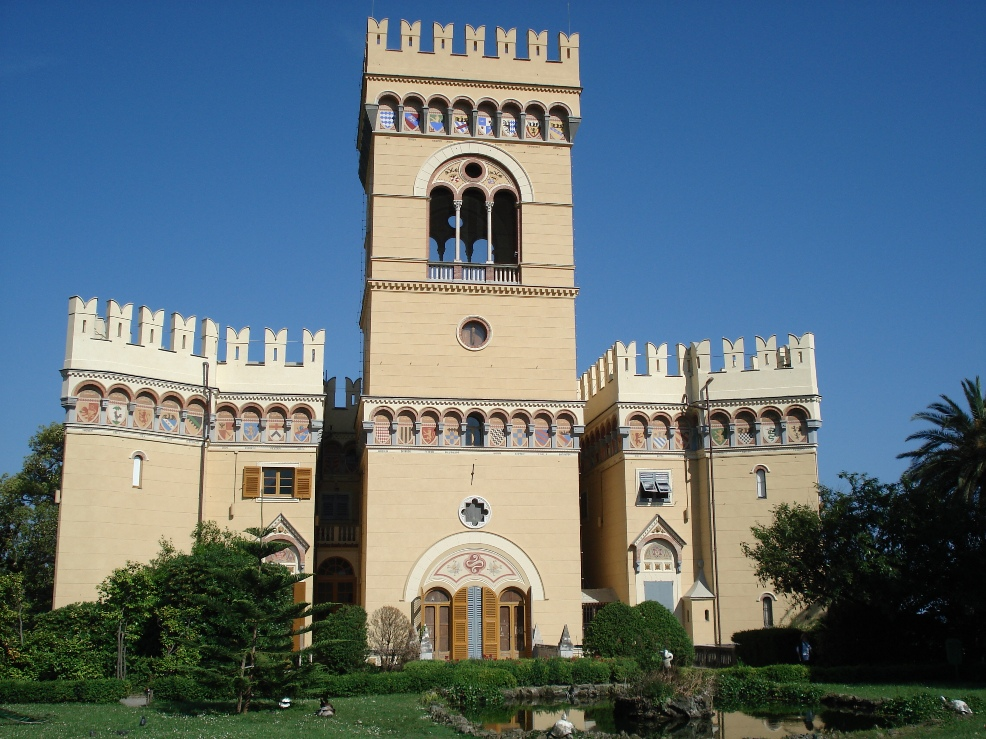
L'arrière de la villa pendant les travaux.
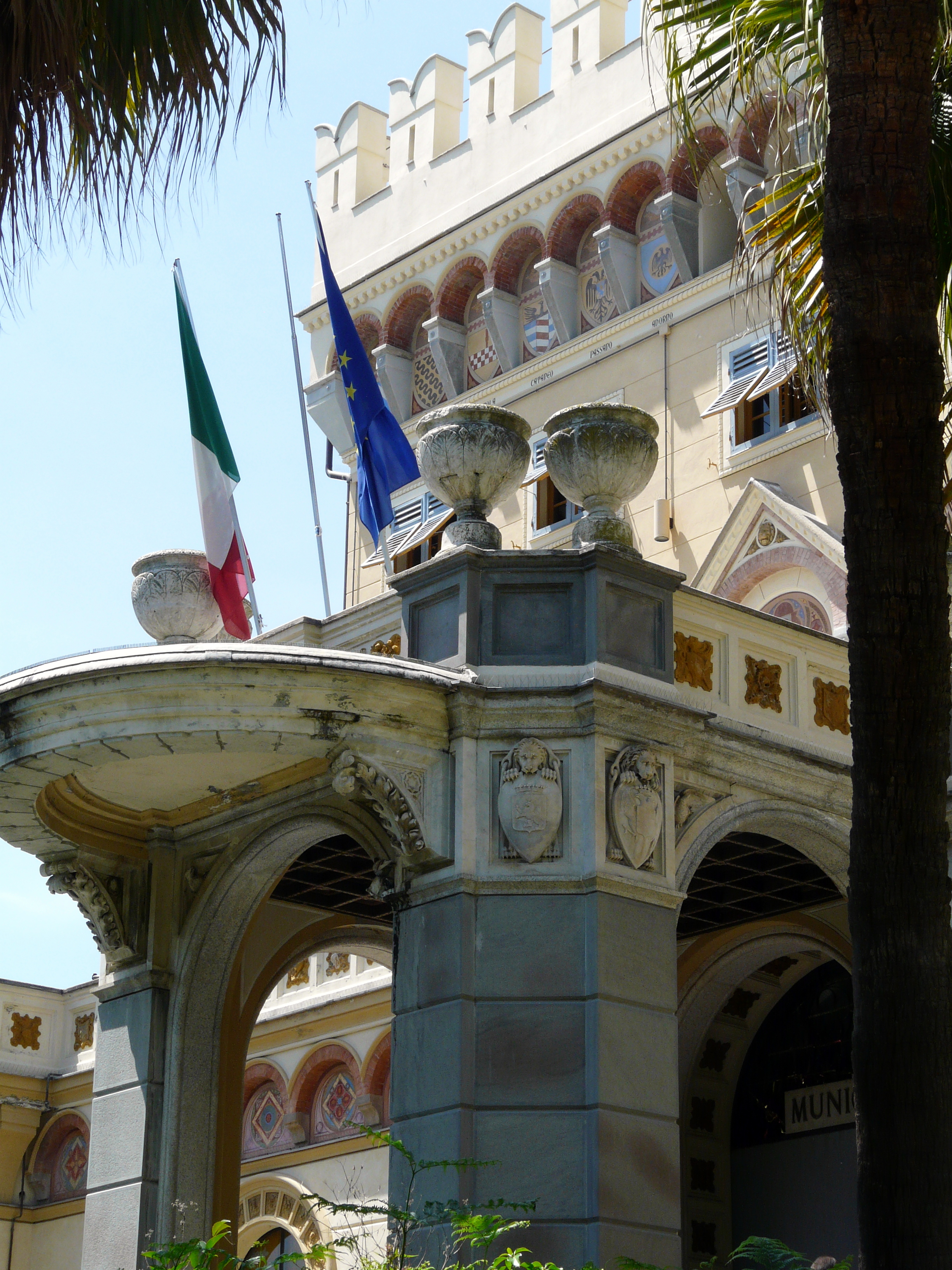
Détail de la villa.
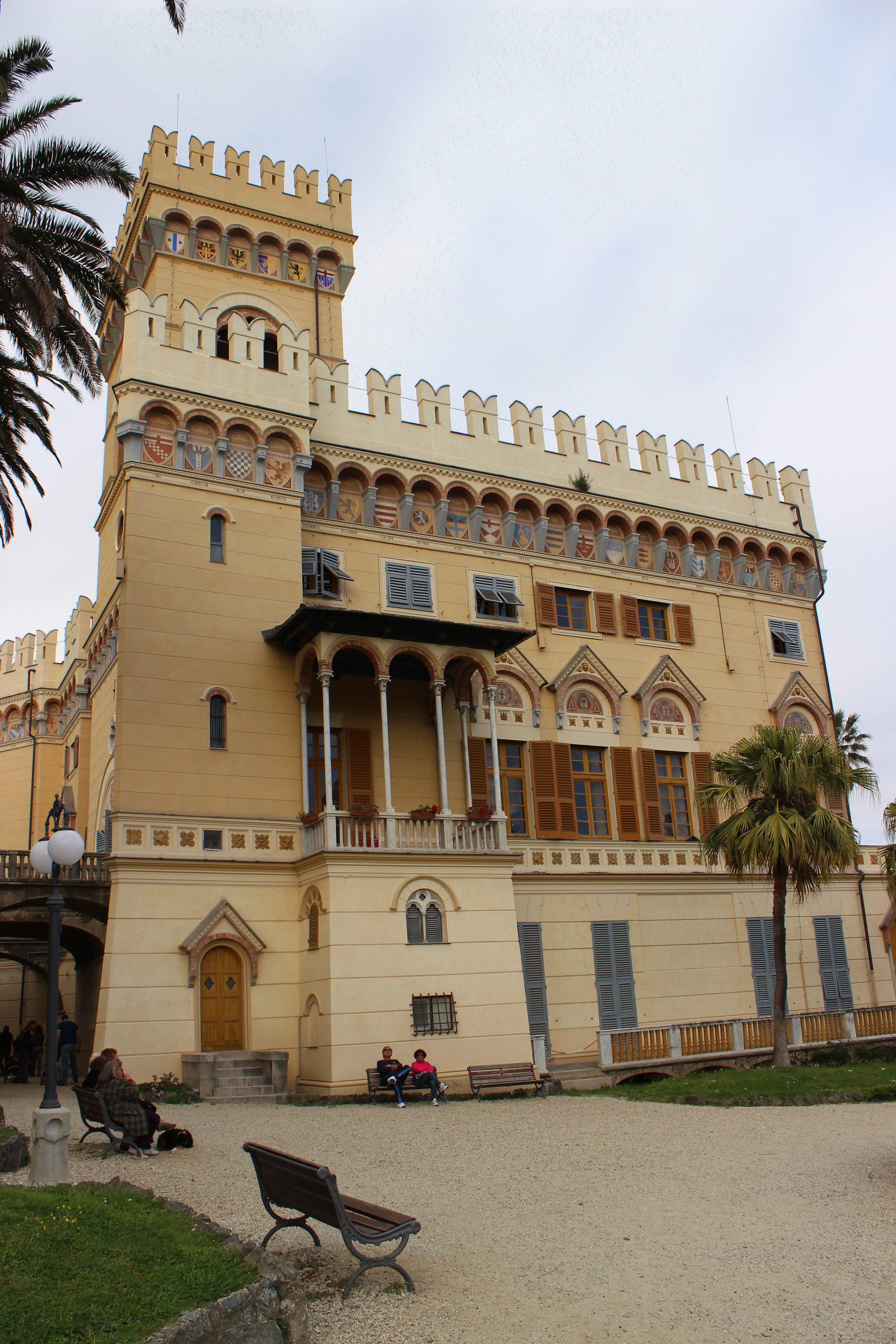
L'angle sud-ouest de la villa.

Cette notice est traduite, entièrement ou en partie de la notice Wikipedia italienne.